# Gazi (ort)
Gazi är en ort i Kenya.   Den ligger i länet Kwale, i den södra delen av landet, 500 km sydost om huvudstaden Nairobi. Gazi ligger 15 meter över havet och antalet invånare är 5 222.
Terrängen runt Gazi är platt. Havet är nära Gazi åt sydost. Närmaste större samhälle är Sawa Sawa, 5,8 km söder om Gazi. 